# Afrik Air Links
Afrik Air Links es una aerolínea con base en Freetown, Sierra Leona. Fue fundada en 1991 y es una aerolínea privada que efectúa vuelos chárter en el oeste de África.

## Flota
La flota de Afrik Air Links incluye un Boeing 727-200 Adv (en enero de 2005).
- Datos: Q4690112